# Mario Giordana
Mario Giordana (ur. 19 stycznia 1942 w Barge) – włoski duchowny katolicki, arcybiskup, nuncjusz apostolski.

## Życiorys
25 czerwca 1967 otrzymał święcenia kapłańskie i został inkardynowany do diecezji Saluzzo. W 1972 rozpoczął przygotowanie do służby dyplomatycznej na Papieskiej Akademii Kościelnej. 
27 kwietnia 2004 został mianowany przez Jana Pawła II nuncjuszem apostolskim na Haiti oraz arcybiskupem tytularnym Minora. Sakry biskupiej 29 maja 2004 udzielił mu ówczesny Sekretarz Stanu kardynał  Angelo Sodano. 
15 marca 2008 został przeniesiony do nuncjatury na Słowacji. 1 kwietnia 2017 przeszedł na emeryturę.